# Cantonul Eauze
Cantonul Eauze este un canton din arondismentul Condom, departamentul Gers, regiunea Midi-Pyrénées, Franța.

## Comune
| Comune              | Populație (1999) | Cod poștal | Cod INSEE |
| ------------------- | ---------------- | ---------- | --------- |
| Bascous             | 153              | 32190      | 32031     |
| Bretagne-d'Armagnac | 345              | 32800      | 32064     |
| Courrensan          | 375              | 32330      | 32110     |
| Dému                | 339              | 32190      | 32115     |
| Eauze               | 3.881            | 32800      | 32119     |
| Lannepax            | 569              | 32190      | 32190     |
| Mourède             | 69               | 32190      | 32294     |
| Noulens             | 105              | 32800      | 32299     |
| Ramouzens           | 175              | 32800      | 32338     |
| Séailles            | 64               | 32190      | 32423     |